# 维特丁
维特丁是德国石勒苏益格－荷尔斯泰因州的一个市镇。总面积2.60平方公里，总人口741人，其中男性333人，女性408人（2011年12月31日），人口密度285人/平方公里。